# Expédition contre les Aït Azzafou
Maroc portugais
L'expédition portugaise contre les Aït Azzafou est une expédition du roi Alphonse V de Portugal visant à ravager les terres des Aït Azzafou en 1464.

## L'expédition
À la suite d'un nouvel échec pour la prise de Tanger en 1463, les forces portugaises sous le commandement du roi Alphonse V de Portugal organisent une campagne visant à ravager les terres des Aït Azzafou mais sont confrontées à une forte résistance Berbère. 
Lors des combats, l'expédition prend un tournant dramatique avec la mort d'Édouard de Meneses, 3ème Comte de Viana et commandant clé au cours de cette campagne. Finalement, les Berbères réussissent à repousser les Portugais qui échouent à atteindre leur objectif initial. L'échec de l'expédition et le retrait des forces portugaises laissent les Aït Azzafou sous le contrôle des défenseurs locaux ,,.